# Endospermum peltatum
Endospermum peltatum är en törelväxtart som beskrevs av Elmer Drew Merrill. Endospermum peltatum ingår i släktet Endospermum och familjen törelväxter. Inga underarter finns listade i Catalogue of Life.